# Munna neozelanica
Munna neozelanica is een pissebed uit de familie Munnidae. De wetenschappelijke naam van de soort is voor het eerst geldig gepubliceerd in 1891 door Charles Chilton.